# Guatteria galeottiana
Guatteria galeottiana este o specie de plante angiosperme din genul Guatteria, familia Annonaceae, descrisă de Henri Ernest Baillon. Conform Catalogue of Life specia Guatteria galeottiana nu are subspecii cunoscute.